# Zembretta
Zembretta (in arabo زمبرتا ) è un isolotto situato nel nord-est del Golfo di Tunisi, a circa 8 km a est dell'isola di Zembra.
La sua superficie è di due ettari ed è disabitata. Amministrativamente fa parte del governatorato di Nabeul. Sull'isola è stato costruito il faro di Zembretta.
Nel 1977, insieme all'isola di Zembra, l'arcipelago viene dichiarato riserva della biosfera e Parco nazionale con Decreto n 77-340 del 1º aprile sotto il nome di Parco nazionale delle isole di Zembra e Zembretta. Le attività di pesca sono vietate.